# Tir amb arc als Jocs Olímpics d'estiu de 1920
Als Jocs Olímpics de 1920 celebrats a la ciutat d'Anvers (Bèlgica) es disputaren 10 proves de tir amb arc, totes elles en categoria masculina. Aquest esport retornà al programa oficial després de la seva absència en els Jocs Olímpics de 1912.

## Nacions participants
Participaren 30 arquers de tres nacions diferents:
- Bèlgica (14)
- França (8)
- Països Baixos (8)

## Resum de medalles
| Prova                                     | Or | Argent | Bronze |
| Ocell fix gran detalls                    | Edmond Cloetens | Louis Van de Perck | Firmin Flamand |
| Ocell fix petit detalls                   | Edmond Van Moer | Louis Van de Perck | Joseph Hermans |
| Ocell fix gran per equips detalls         | BèlgicaEdmond Cloetens · Louis Van de Perck · Firmin Flamand · Edmond Van Moer · Joseph Hermans · Auguste Van de Verre                                         | No es concedí | No es concedí |
| Ocell fix petit per equips detalls        | BèlgicaEdmond Cloetens · Louis Van de Perck · Firmin Flamand · Edmond Van Moer · Joseph Hermans · Auguste Van de Verre                                         | No es concedí | No es concedí |
| Ocell mòbil, 50 metres detalls            | Julien Brulé | Hubert Van Innis | No es concedí |
| Ocell mòbil, 33 metres detalls            | Hubert Van Innis | Julien Brulé | No es concedí |
| Ocell mòbil, 28 metres detalls            | Hubert Van Innis | Léonce Quentin | No es concedí |
| Ocell mòbil, 50 metres per equips detalls | BèlgicaAlphonse Allaert · Hubert Van Innis · Edmond De Knibber · Louis Delcon · Jérome De Maeyer · Pierre Van Thielt · Louis Fierens · Louis Van Beeck         | FrançaJulien Brulé · Léonce Quentin · Pascal Fauvel · Eugène Grisot · Eugène Richez · Artur Mabellon · Léon Epin · Paul Leroy                          | No es concedí |
| Ocell mòbil, 33 metres per equips detalls | BèlgicaAlphonse Allaert · Hubert Van Innis · Edmond De Knibber · Louis Delcon · Jérome De Maeyer · Pierre Van Thielt · Louis Fierens · Louis Van Beeck         | FrançaJulien Brulé · Léonce Quentin · Pascal Fauvel · Eugène Grisot · Eugène Richez · Artur Mabellon · Léon Epin · Paul Leroy                          | No es concedí |
| Ocell mòbil, 28 metres per equips detalls | Països BaixosJanus Theeuwes · Driekske van Bussel · Joep Packbiers · Janus van Merrienboer · Jo van Gastel · Theo Willems · Piet de Brouwer · Tiest van Gestel | BèlgicaHubert Van Innis · Alphonse Allaert · Edmond De Knibber · Louis Delcon · Jérome De Maeyer · Pierre Van Thielt · Louis Fierens · Louis Van Beeck | FrançaJulien Brulé · Léonce Quentin · Pascal Fauvel · Eugène Grisot · Eugène Richez · Artur Mabellon · Léon Epin · Paul Leroy |

## Medaller
| Posició | País          | Or | Argent | Bronze | Total |
| 1       | Bèlgica       | 8  | 4      | 2      | 14    |
| 2       | França        | 1  | 4      | 1      | 6     |
| 3       | Països Baixos | 1  | 0      | 0      | 1     |